# Sumène (dopływ Dordogne)
Sumène – rzeka we Francji, przepływająca przez teren departamentu Cantal, o długości 47,1 km. Stanowi lewy dopływ rzeki Dordogne.